# María Julia Oliván
María Julia Oliván (Ezeiza, Provincia de Buenos Aires, 20 de diciembre de 1974) es una periodista argentina, modelo, presentadora de radio y televisión, ganadora de un premio Martín Fierro a la Mejor labor periodística femenina.

## Biografía
María Julia Oliván se graduó de la Licenciatura en Periodismo en la Universidad Nacional de Lomas de Zamora.
En 2009 ingresó como redactora free lance a los suplementos Zonales y la sección de Información General del diario La Nación.
A mediados de la década del 2010 tuvo un hijo con trastorno de autismo.
En junio de 2025, sufrió un accidente al quemarse más del 25 % de su cuerpo con una estufa de etanol en su lugar de trabajo.

## Trayectoria

### Década de 2000
En 2000 presentó su primera nota en el programa Día D, que conducía Jorge Lanata. Formó parte del panel del programa Detrás de las Noticias con Horacio Verbitsky, Marcelo Zlotogwiazda, Ernesto Tenembaum y Adolfo Castello siempre con la conducción de Lanata en América TV. En 2002 continuó junto a Adrián Paenza, Maximiliano Montenegro y Reynaldo Sietecase.
En 2004, fue convocada por Cuatro Cabezas para coconducir junto a Daniel Tognetti, Lorena Maciel y Miriam Lewin, Punto Doc, por América TV. Ese año fue columnista en el programa de radio La mañana de Mónica y César  por Radio Del Plata y condujo Chocolate por la Noticia junto a Facundo Pastor, con frecuencia semanal.
La misma productora la colocó en el 2005 al frente de La Liga, un original formato en el que Oliván conformaba una tríada de conductores junto a Daniel Malnatti y al actor Diego Alonso. condujo en simultáneo La Liga, junto a Gisela Busaniche, Ronnie Arias y Osqui Guzmán,  que se emitió por Canal 13 y luego por Telefé, de Argentina, y Un Equipo.
Desde mediados de 2007,  se dedicó a escribir, dirigir y producir el documental Patria Stone,  sobre la cultura rollinga,  en History Channel, cuya idea le pertenece en conjunto con el periodista argentino Maximiliano González, radicado en España.
En 2008, volvió a Canal 13 como coconductora de Argentinos por su Nombre, producido y conducido por Andy Kusnetzoff.
Desde 2008, fue conductora de Metro y medio, por FM Metro, con Sebastián Wainraich.
En 2009, condujo 6, 7, 8 y trabajó por primera vez en la TV Pública bajo la gestión del cineasta Tristán Bauer y del productor Martín Bonavetti. Oliván abandonó el programa el 5 de enero de 2010 por desacuerdos con la ideología del programa. Incluso publicó un libro al respecto: "678. La creación de otra realidad". Considerada afín al gobierno de Mauricio Macri, entre abril y octubre de 2016 cobró del gobierno porteño 42 mil pesos, según un informe del gobierno de Horacio Rodríguez Larreta. Durante tres meses de 2017, recibió pauta publicitaria de la Cámara de Senadores por 90.750 pesos para la difusión en el sitio Border. A pesar de las pocas visitas de su sitio, también recibió publicidad de la Jefatura de Gabinete del gobierno nacional que dirige Marcos Peña.

### Década de 2010
En 2011, condujo "Por qué no?", en el primer canal de televisión digital de la Argentina: 360TV. Ese envío semanal compartía la franja de la programación con destacados colegas como Víctor Hugo Morales, José Pablo Feinmann, Reynaldo Sietecase, Gonzalo Bonadeo y Darío Villaruel. La gestión de este nuevo canal era de Bernarda Llorente y Claudio Villaruel. En Radio Belgrano condujo Solo por hoy, de 9 a 12.
En 2012 tuvo a su cargo el matutino Wake up en FM Delta.
Durante 2013 participó como columnista de Intratables, conducido por Santiago del Moro y hacía la columna de política en LT 9 de Rosario. Desde el 30 de septiembre de 2013 condujo un programa político live-streaming en InfobaeTV.
Desde 2014 a 2016 fue la conductora de BorderPeriodismo por Radio Nacional.  Desde el 29 de junio de 2015, condujo el magazine La mesa está lista.
Dejó Intratables para ocuparse de los tratamientos de su hijo Antonio, diagnosticado con trastorno del espectro autista.
Además, creó el podcast "Chat de mamis",  en la plataforma Spotify, como un espacio de encuentro entre madres y padres para conversar e informarse sobre autismo junto a distintos especialistas.
En 2018 fue fotografiada en ropa interior para una campaña de una marca de lencería, argumentando que buscaba romper con los cánones preestablecidos de la belleza ultradelgada.
En 2020, empezó a conducir Mujeres del Trece, en reemplazo de Claudia Fontán. En 2021, condujo  Pendientes, producido por Luis Majul, junto a Federico Andahazi, en la señal LN+. En 2021 también reemplazó a Eleonora Cole en sus vacaciones en la conducción del ciclo PM en la misma señal.

### Televisión
- Detrás de las noticias
- 2002-2003: Kaos en la ciudad
- Punto Doc
- La liga
- Argentinos por su nombre
- 2009-2010: 6, 7, 8
- Huellas de un siglo
- 2013-2015, 2017-2018: Intratables
- 2015: La mesa está lista
- 2020: Mujeres del Trece
- 2020: La Cornisa

### Radio
Radio del Plata
- Chocolate por la Noticia
- Mónica y César en Del Plata

X4 Radio FM 106.7
- Dial Up

Radio Spika FM 103.1
- Héroes a la fuerza

Radio Belgrano
- Sólo por hoy

Delta FM 90.3
- Wake up

Radio Nacional
- Border Periodismo

### Libros
- 2025, Chat de Mamis

## Reconocimientos
En 2015, Olivan recibió un Premio Martín Fierro a la Mejor labor periodística femenina.
En 2022 fue distinguida por la Legislatura de la Ciudad de Buenos Aires por su podcast "Chat de mamis".